# Hrachovište
Hrachovište (węg. Borsós) – wieś (obec) w powiecie Nowe Miasto nad Wagiem, w kraju trenczyńskim, w zachodniej Słowacji, o populacji około 714 mieszkańców (dane z 2016).

## Historia
W dokumentach historycznych wieś wzmiankowana po raz pierwszy w 1392. Wtedy miejscowość należała do wsi Čachtice. W 1935 Hrachovište nawiedziła wielka powódź. Po 1945 zaczęto intensywnie odbudowywać wieś.

## Geografia
Centrum wsi leży na wysokości 210 m n.p.m. Gmina zajmuje powierzchnię 9,204 km².

## Zasoby genealogiczne
Zapisy badań genealogicznych przechowywane są w archiwum państwowym „Statny Archiv w Bratysławie, na Słowacji”.
- zapisy kościoła rzymskokatolickiego (urodzenia/małżeństwa/zgony) w parafii A
- zapisy kościoła luterańskiego (urodzenia/małżeństwa/zgony) w parafii B